# رؤیای ایسلندی
رؤیای ایسلندی (ایسلندی: Íslenski draumurinn؛ ‏) یک فیلم ایسلندی به کارگردانی روبرت اینگی داگلاس است که در سال ۲۰۰۰ منتشر شد. این فیلم در ریکیاویک تصویربرداری شد و از بازیگران آن می‌توان به هاودیس هولد، مت کیزلار و ثورستن باخمان اشاره نمود.